# U.S. National Championships 1890
Gli U.S. National Championships 1890 (conosciuti oggi come US Open) sono stati la 10ª edizione degli U.S. National Championships e seconda prova stagionale dello Slam per il 1890. Il torneo maschile si è disputato al Newport Casino di Newport, quello femminile e il doppio misto al Philadelphia Cricket Club di Filadelfia, negli Stati Uniti.
Il singolare maschile è stato vinto dallo statunitense Oliver Campbell, che si è imposto sul connazionale Henry Slocum in quattro set col punteggio di 6–2, 4–6, 6–3, 6–1. Il singolare femminile è stato vinto dalla statunitense Ellen Roosevelt, che ha battuto in finale in due set la connazionale Bertha Townsend. Nel doppio maschile si sono imposti Valentine Hall e Clarence Hobart. Nel doppio femminile hanno trionfato Ellen Roosevelt e Grace Roosevelt. Nel doppio misto la vittoria è andata a Mabel Cahill, in coppia con Rodmond Beach.

## Seniors

### Singolare maschile
Oliver Campbell ha battuto in finale  Henry Slocum con il punteggio di 6–2, 4–6, 6–3, 6–1.

### Singolare femminile
Ellen Roosevelt ha battuto in finale  Bertha Townsend con il punteggio di 6–2, 6–2.

### Doppio maschile
Valentine Hall /  Clarence Hobart hanno battuto in finale  Charles Carver /   John Ryerson con il punteggio di 6–3, 4–6, 6–2, 2–6, 6–3.

### Doppio femminile
Ellen Roosevelt /  Grace Roosevelt hanno battuto in finale  Margarette Ballard /  Bertha Townsend con il punteggio di 6–1, 6–2.

### Doppio misto non ufficiale
Mabel Cahill /  Rodmond Beach hanno battuto in finale  Bertha Townsend /  C. T. Lee con il punteggio di 6–2, 3–6, 6–2.